# Distrito de Watarai
El distrito de Watarai (度会郡 Watarai-gun?) es un distrito localizado en la prefectura de Mie, Japón. En junio de 2019 tenía una población de 42.523 habitantes y una densidad de población de 65,3 personas por km². Su área total es de 651,1 km².

## Pueblos y villas
- Minamiise
- Taiki
- Tamaki
- Watarai

- Datos: Q1131032